# William H. Wickham
William Hull Wickham (Smithtown, 30 luglio 1832 – New York, 13 gennaio 1893) è stato un politico statunitense, 81° sindaco di New York.